# Lamfarchakh
Lamfarchakh (en arabe : المفرشخ) est un tajine sucré-salé originaire de la ville de Rabat au Maroc. Ce mets rassemble deux préparations culinaires distinctes. La première concerne la cuisson de la viande, et la seconde se rapporte à la garniture.
Lamfarchakh est un plat préparé pour des occasions familiales comme les dîners de fiançailles.

## Méthode de préparation

### Ingrédients
- 1 kg de viande ovine
- 300 grammes d'amandes
- 350 grammes de raisins secs
- ½ cuillère à café de sel
- ½ cuillère à café de poivre
- 1 cuillère à café de curcuma
- 1 cuillère à soupe de cannelle
- ½ cuillère à café de gomme arabique
- 2 pincées de safran
- 2 cuillères à soupe de smen
- 1 cuillère à soupe de miel
- 1 cuillère à soupe d'eau de fleur d'oranger
- 1 filet d'huile d'olive

### Préparation
- Faire tremper les raisins secs dans un récipient, les y laisser de 2 heures à 3 heures.
- Égoutter les raisins, les presser à la main et les mettre dans une casserole avec un verre d'eau (rempli de ¾ et le reste par de l'eau de fleur d'oranger). Ajouter une cuillère à soupe de smen, une cuillère à soupe de cannelle, deux cuillères à soupe de miel, une demi-cuillère à café de gomme arabique broyée et une pincée de safran. Mettre sur le feu et laisser mijoter en remuant de temps à autre jusqu'à cuisson totale.
- Ajouter l'autre cuillère à soupe de smen et laisser cuire jusqu'à ce que ça devienne moelleux.
- Ajouter les amandes émondées, frites et concassées et laisser cuire jusqu'à ce que le mélange soit homogène.
- En même temps, mettre la viande dans une casserole avec l'huile d'olive, y ajouter de l'eau, du sel, du poivre, du curcuma, une pincée de safran et de l'ail râpé. Laisser mijoter en remuant la viande à chaque fois. Ajouter de l'eau et laisser cuire.